# Philippines Football League 2018
Die Philippines Football League 2018 war die zweite Spielzeit der höchsten philippinischen Fußballliga seit der offiziellen Einführung im Jahr 2017. Die Saison begann am 3. März und endete am 25. August 2018. Titelverteidiger war der Ceres-Negros FC.

## Teilnehmende Mannschaften
| Team            | Stadt        | Heimstadion                    | Kapazität |
| --------------- | ------------ | ------------------------------ | --------- |
| Ceres-Negros FC | Bacolod City | Panaad Stadium                 | 8000      |
| Kaya FC-Iloilo  | Iloilo City  | Iloilo Sports Complex          | 7000      |
| Davao Aguilas   | Tagum        | Davao del Norte Sports Complex | 3000      |
| Global Cebu     | Cebu City    | Cebu City Sports Center        |           |
| JPV Marikina FC | Marikina     | Marikina Sports Center         | 15.000    |
| Stallion Laguna | Biñan        | Biñan Football Stadium         | 2580      |

## Tabelle
| Pl.                    | Verein              | Sp. | S  | U | N  | Tore    | Diff. | Punkte |
| ---------------------- | ------------------- | --- | -- | - | -- | ------- | ----- | ------ |
| 1.                     | Ceres-Negros FC (M) | 25  | 19 | 3 | 3  | 066:250 | +41   | 60     |
| 2.                     | Kaya FC-Iloilo      | 25  | 15 | 4 | 6  | 058:320 | +26   | 49     |
| 3.                     | Davao Aguilas       | 25  | 11 | 6 | 8  | 052:390 | +13   | 39     |
| 4.                     | Stallion Laguna     | 25  | 12 | 3 | 10 | 049:450 | +4    | 39     |
| 5.                     | JPV Marikina FC     | 25  | 7  | 2 | 16 | 046:630 | −17   | 23     |
| 6.                     | Global Cebu         | 25  | 1  | 2 | 22 | 018:850 | −67   | 05     |
| Stand: Saisonende 2018 |                     |     |    |   |    |         |       |        |

## Beste Torschützen
| Platz | Spieler            | Mannschaft      | Tore |
| ----- | ------------------ | --------------- | ---- |
| 1.    | Robert Lopez Mendy | Kaya FC-Iloilo  | 18   |
| 2.    | Bienvenido Marañón | Ceres-Negros FC | 15   |
| 3.    | Phil Younghusband  | Davao Aguilas   | 12   |
| 4.    | Keigo Moriyasu     | JPV Marikina FC | 11   |
| 4.    | James Younghusband | Davao Aguilas   | 11   |
| 6.    | Carlo Polli        | Stallion Laguna | 9    |
| 6.    | Jovin Bedic        | Kaya FC-Iloilo  | 9    |
| 6.    | Mike Ott           | Ceres-Negros FC | 9    |
| 9.    | Jesus Melliza      | Stallion Laguna | 8    |
| 9.    | J Rivera Baguioro  | JPV Marikina FC | 8    |
| 9.    | Kim Sung-min       | Davao Aguilas   | 8    |